# Hideyuki Matsui
Hideyuki Matsui (jap. 松井英幸 Matsui Hideyuki; ur. 14 lutego 1964 r. w Toyokawie) – japoński kolarz torowy, trzykrotny medalista mistrzostw świata.

## Kariera
Pierwszy sukces w karierze Hideyuki Matsui osiągnął w 1986 roku, kiedy zdobył srebrny medal w sprincie indywidualnym podczas mistrzostw świata w Colorado Springs. W wyścigu tym uległ jedynie swemu rodakowi Kōichiemu Nakano, a trzecie miejsce zajął kolejny Japończyk – Nobuyuki Tawara. Taki sam wynik Matsui osiągnął na rozgrywanych rok później mistrzostwach świata w Wiedniu, przy czym wygrał Tawara, a trzeci był Włoch Claudio Golinelli. Ponadto na mistrzostwach świata w Lyonie w 1989 roku Hideyuki zajął w tej samej konkurencji trzecie miejsce, przegrywając tylko z Golinellim i innym reprezentantem Japonii, Yūichirō Kamiyamą. Nigdy nie brał udziału w igrzyskach olimpijskich.